# H ART

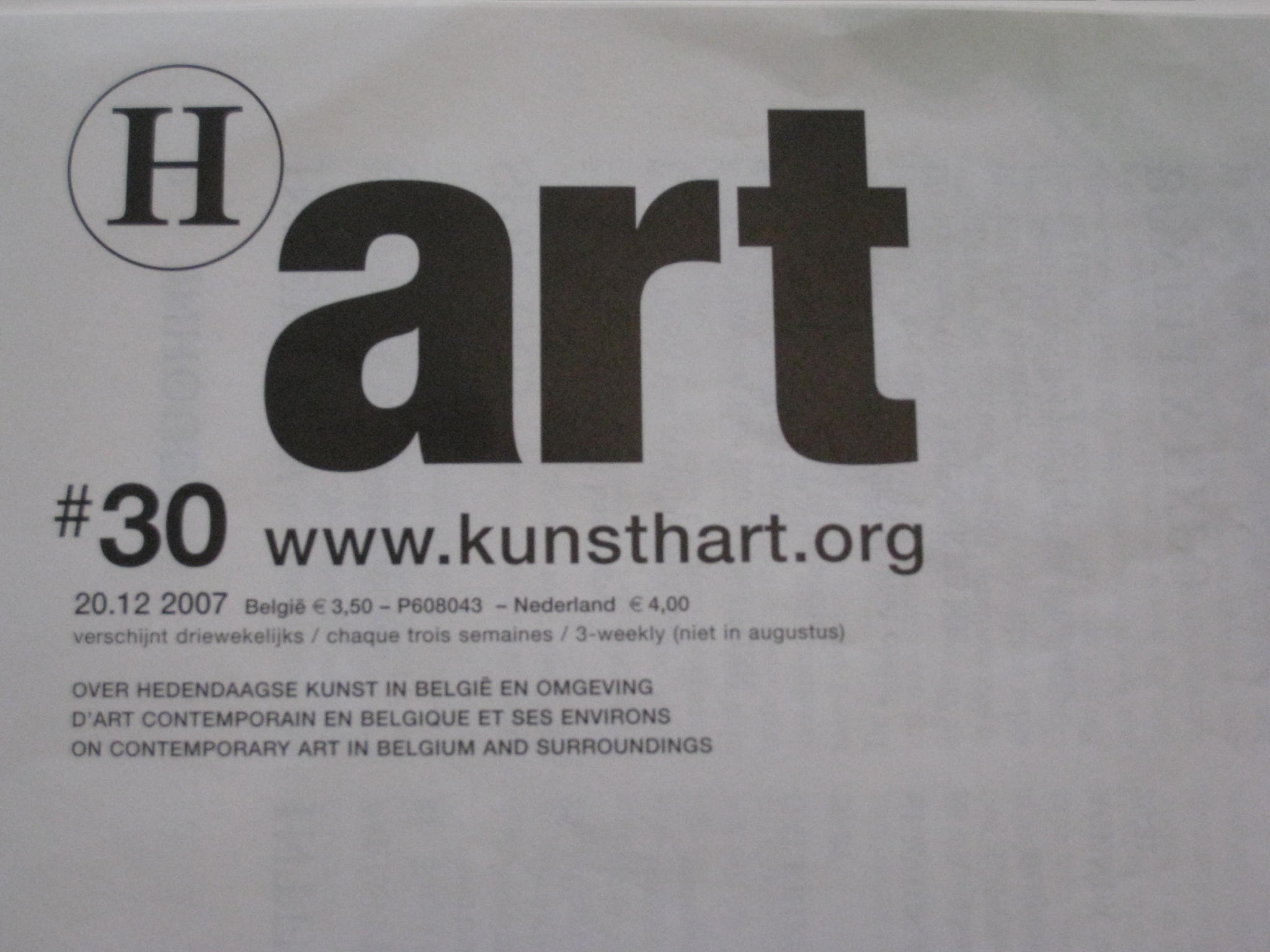
Kunsttijdschrift <H> ART, jaargang 2, 2007, nr 30

<H>ART is, sinds begin 2006, een driewekelijks in tabloidformaat verschijnend tijdschrift over beeldende kunst in België.

## Situering
<H>ART is een kunsttijdschrift dat informatieve artikelen over de kunstactualiteit in België bevat naast toegankelijke besprekingen van actuele tentoonstellingen van beeldende kunst. Het blad publiceert interviews met belangrijke hedendaagse, vooral Belgische beeldende kunstenaars. Men stelt dat door de alsmaar verminderende aandacht in de traditionele media voor beeldende kunst er geen informatiedoorstroming of opinievorming meer aanwezig is. De redactie verwijst ook naar het nieuwe kunstendecreet (vanaf januari 2006) dat een vijftigtal kunstencentra erkent die met actuele kunst werken en deze tentoonstellen. Daarbij zijn in Vlaanderen en Brussel 2800 beeldende kunstenaars actief. Het nieuwe tijdschrift wil deze lacune in informatieopdracht in het betreffende veld opvullen, temeer daar cijfers aantonen dat een ruim publiek de kunstwereld van nabij volgt.
Elk nummer van <H> ART bevat een omstandige opsomming met korte bespreking van belangrijke lopende tentoonstellingen rond beeldende kunst in België en omliggende landen. Men doet een beroep op de CultuurDatabank om de tentoonstellingsagenda samen te stellen. Een aantal artikels verschijnt in het Engels en Frans.

## Redactie
De redactie wordt voorgezeten door hoofdredacteur Marc Ruyters.
De begeleidende adviesgroep bestaat uit: Bart De Baere, artistiek directeur MuHKA te Antwerpen, Dirk Snauwaert, artistiek directeur kunstencentrum Wiels te Brussel, Luc Tuymans beeldend kunstenaar, Barbara Vanderlinden artistiek directeur Roomade, Johan Vansteenkiste directeur Initiatief Beeldende Kunsten, Joeri Arts lid van de raad van beheer vzw Extra City, Roland Patteeuw directeur Kunsthalle Lophem, Els Roelandt uitgeefster A Prior, Anne Decock voorzitster NICC en de kunstcriticus Marc Holthof.
Regelmatige medewerkers zijn onder meer Bert Danckaert, Marc Holthof redacteur De Tijd, Jeroen Laureyns, Anne-Marie Poels, Pieter Van Bogaert, Gerrit Vermeiren, Johan Swinnen.
Vanaf begin 2008 is het secretariaat gevestigd in Antwerpen. Het blad wordt verspreid via 620 verkooppunten. Men kan zich er ook op abonneren.

## Extra
<H>ART was eind 2007 aan zijn tweede jaargang toe met 30 verschenen nummers. Dat werd gevierd met een presentje in de vorm van een toegevoegde cd, bevattende een kunstwerk van Honoré d'O, "De kunstenaar verblijft momenteel in het buitenland". In september 2012 is het honderdste nummer verschenen.